# Stortingsvalget 1918
Stortingsvalget 1918 blev afholdt i Norge i perioden fra 21. oktober til 11. november 1918. Dette var det sidste stortingsvalg i Norge som blev afholdt ved flertalsvalg i enmandskredse, fra og med valget i 1921 blev forholdstalsvalg indført. I forhold til forrige valg blev antallet af stortingsrepræsentanter øget med tre, så der i alt var 126 Stortings medlemmer. Dette var også det første valg hvor Bondepartiet fik repræsentanter ind i Stortinget.
Statsminister Gunnar Knudsen og Gunnar Knudsens anden regering, som er en af Norges længstsiddende, fortsatte efter valget.

## Resultat
| Parti                       | Procent af stemmerne (%) | Ændring i forhold til 1915 | Mandater | Ændring i forhold til 1915 |
| --------------------------- | ------------------------ | -------------------------- | -------- | -------------------------- |
| Høyre og Frisinnede Venstre | 30,4                     | +1,7                       | 49       | + 28                       |
| Arbeiderpartiet             | 31,6                     | -0,4                       | 18       | -1                         |
| Venstre                     | 28,3                     | -5                         | 52       | - 22                       |
| Bondepartiet                | 4,7                      | +4,7                       | 3        | + 3                        |
| Arbeiderdemokratene         | 3,3                      | -0,9                       | 3        | -3                         |
| Andre                       | 1,7                      | -0,1                       | 1        | -2                         |
| Total                       | 100                      | 0                          | 126      | + 3                        |